# Nadleśnictwo Niepołomice
Nadleśnictwo Niepołomice – jednostka organizacyjna Lasów Państwowych podległa Regionalnej Dyrekcji Lasów Państwowych w Krakowie. Siedziba Nadleśnictwa znajduje się w Niepołomicach w powiecie wielickim, w województwie małopolskim.
Nadleśnictwo obejmuje część powiatów wielickiego i bocheńskiego. Leży na terenie 9 gmin. W jego skład wchodzą lasy Puszczy Niepołomickiej. Nadleśnictwo prowadzi Ośrodek Hodowli Żubrów.

## Historia
Tutejsze lasy już od czasów średniowiecza były własnością królewską. Stanowiąc dobra stołowe dworu królewskiego (pozyskiwano z nich drewno, dziczyznę, miód i inne płody lasu) podlegały działaniom ochronnym. Po rozbiorach należały do dóbr kameralnych monarchii austriackiej. Po 1918 własność Skarbu Państwa.
Nadleśnictwo Niepołomice w obecnych granicach powstało w 1972 z połączenia nadleśnictw Niepołomice i Damienice.

## Ochrona przyrody
Na terenie nadleśnictwa znajduje się sześć rezerwatów przyrody:
- Dębina
- Gibiel
- Długosz Królewski
- Lipówka
- Koło
- Wiślisko Kobyle.

## Drzewostany
Gatunki lasotwórcze lasów nadleśnictwa (z ich udziałem procentowym):
- sosna zwyczajna 51%
- dąb 19%
- olcha 11%
- inne 19%